# Osternienburger Land
Osternienburger Land è un comune di 8 308 abitanti della Sassonia-Anhalt, in Germania.
Appartiene al circondario (Landkreis) di Anhalt-Bitterfeld (targa ABI).

## Storia
Il comune dell'Osternienburger Land venne formato il 1º gennaio 2010 dall'unione dei 14 comuni di Chörau, Diebzig, Dornbock, Drosa, Elsnigk, Großpaschleben, Kleinpaschleben, Libbesdorf, Micheln, Osternienburg, Reppichau, Trinum, Wulfen e Zabitz, che ne divennero frazioni.